# Emilio Segrè
(Motivazione per il Premio Nobel per la fisica 1959)
Emilio Gino Segrè (Tivoli, 30 gennaio 1905 – Lafayette, 22 aprile 1989) è stato un fisico italiano naturalizzato statunitense, vincitore del Premio Nobel per la fisica nel 1959.

## Biografia

Segrè in toga accademica (a
destra) con Enrico Fermi (al centro) e Franco Rasetti

Segrè nacque a Tivoli, in provincia di Roma, il 30 gennaio (anche se sarà registrato all'anagrafe il 1 febbraio) del 1905 in una benestante famiglia ebraica, ultimogenito dei tre figli (i fratelli erano Angelo e Marco) di Giuseppe Segrè, proprietario e dirigente delle Cartiere Tiburtine, e di Amelia Susanna Treves, figlia di un ben noto architetto fiorentino. Dopo aver frequentato il liceo ginnasio statale Terenzio Mamiani, studiò ingegneria e poi fisica presso l'Università degli Studi di Roma "La Sapienza", dove fu allievo di Enrico Fermi, il quale ottenne ivi la cattedra nel 1926 (a soli venticinque anni). In quel periodo fu uno dei membri dello storico gruppo di via Panisperna, collaborando alle ricerche sulla fisica del neutrone.
Dopo il servizio di leva nell'esercito italiano dal 1928 al 1929, lavorò con Otto Stern ad Amburgo e con Pieter Zeeman presso la Fondazione Rockefeller. Successivamente Segrè fu nominato assistente professore di fisica all'Università di Roma dal 1932 al 1936. Nel 1935 diventò professore ordinario di fisica sperimentale all'Università degli Studi di Palermo e direttore (1936) dell'Istituto di fisica dell'ateneo. Nel 1937, a Palermo, scoprì il tecnezio, poi a Berkeley collaborò alla scoperta dell'astato. Nel 1938 l'emanazione delle leggi razziali fasciste lo colse mentre si trovava all'Università della California - Berkeley, dove rimase per il resto della sua vita. Durante la guerra partecipò, insieme a Fermi e Bruno Rossi al progetto Manhattan per la realizzazione delle prime bombe atomiche nei laboratori di Los Alamos, e fu presente il 16 luglio 1945 al primo test nucleare, nome in codice Trinity. Nel 1946 tornò in California e nel 1955 vi si stabilì nei pressi di Lafayette.
Nel dopoguerra le sue ricerche riguardarono problemi di fisica nucleare e di fisica delle particelle elementari. Nel 1955, lavorando con Owen Chamberlain sulle interazioni protone-nucleone ad alta energia all'acceleratore di particelle Bevatron di Berkeley, scoprì l'antiprotone. Per questa scoperta gli venne conferito il premio Nobel per la fisica nel 1959. Nel 1974 venne chiamato a ricoprire la cattedra di fisica nucleare all'Università di Roma. Rimase un anno e poi, avendo raggiunto l'età obbligatoria per la pensione, tornò di nuovo in California.
Segrè ricoprì numerose cattedre universitarie temporanee come ad esempio alla Columbia University, New York, alla University of Illinois, all'Università federale di Rio de Janeiro. Fu membro della Accademia nazionale delle scienze degli Stati Uniti d'America, della Accademia delle Scienze di Heidelberg, dell'Accademia Nazionale dei Lincei in Italia come socio straniero. Ha ricevuto la Medaglia Hofmann della Società Tedesca di Chimica e la Medaglia Cannizzaro dell'Accademia Nazionale dei Lincei. È stato professore onorario della Universidad Nacional Mayor de San Marcos in Perù ed è stato insignito della laurea honoris causa dall'Università degli Studi di Palermo.
Si sposò due volte: nel 1936 nella Grande Sinagoga di Roma con Elfriede Spiro, originaria della Prussia Orientale: il matrimonio ebbe luogo in Italia a causa dell'avvento di Hitler in Germania. Dopo la morte di Elfriede, avvenuta nel 1970, si sposò nel 1972 con Rosa Mines, uruguaiana conosciuta a Montevideo. Dal primo matrimonio nacquero tre figli: Claudio, Amelia, Fausta.
Morì il 22 aprile del 1989 per un attacco di cuore mentre camminava nei pressi della sua casa a Lafayette, le sue spoglie furono tumulate nel cimitero di Tivoli. Il 18 febbraio 2019, gli è stato intitolato il Dipartimento di Fisica e Chimica dell'Università di Palermo.

## Opere principali
- Nuclei e particelle. Introduzione alla fisica nucleare e subnucleare, Bologna, Zanichelli, 1966 (ristampa a cura di Giacomo Cavallo, Bologna, Zanichelli, 1982).
- Enrico Fermi, fisico. Una biografia scientifica, Bologna, Zanichelli, 1971.
- Personaggi e scoperte nella fisica classica, Milano, A. Mondadori Editore, 1976.
- Personaggi e scoperte nella fisica contemporanea, Milano, A. Mondadori, 1978.
- Autobiografia di un fisico, Bologna, Il Mulino, 1995.

## Intitolazioni
- Liceo Scientifico Statale "Emilio Segrè", Marano di Napoli
- Liceo Scientifico Statale "Emilio Gino Segrè", San Cipriano d'Aversa
- Scuola secondaria di I grado, "Emilio Segrè", Tivoli
- Dipartimento di Fisica e Chimica "Emilio Segrè", Università degli Studi di Palermo
- Asteroide 385980 Emiliosegrè